# Håkan Blomqvist
Nils Håkan Blomqvist, född 10 augusti 1951 i Katarina församling i Stockholm, är en svensk historiker vid Södertörns högskola som forskar om bland annat den svenska arbetarrörelsen, Sovjetunionen, och antisemitism och rasism. Han är medlem i Vänsterpartiet och tankesmedjan Socialistisk Politik och redaktionsmedlem i tidskriften Tidsignal. Han var under många år chefredaktör och ansvarig utgivare för tidningen Internationalen.